# Joey Cheek
Joey Cheek, född den 22 juni 1979 i Greensboro, USA, är en amerikansk skridskoåkare.
Han tog OS-brons på 1 000 meter i samband med de olympiska skridskotävlingarna 2002 i Salt Lake City.
Han tog OS-guld på herrarnas 500 meter och OS-silver på 1 000 meter i samband med de olympiska skridskotävlingarna 2006 i Turin.